# Wayne (Nyugat-Virginia)
Wayne település az Amerikai Egyesült Államok Nyugat-Virginia államában, Wayne megyében, melynek megyeszékhelye is. Lakosainak száma 1443 fő (2020. április 1.).

## Népesség
A település népességének változása:

| 2010 | 1 413 |
| 2020 | 1 443 |